# ジェームズ・ウィームズ (第5代ウィームズ伯爵)
第5代ウィームズ伯爵ジェームズ・ウィームズ（英語: James Wemyss, 5th Earl of Wemyss、1699年8月30日 – 1756年3月21日）は、スコットランド貴族。1715年12月16日から1720年までエルホー卿の儀礼称号を使用した。

## 生涯
第4代ウィームズ伯爵デイヴィッド・ウィームズと1人目の妻アン・ダグラス（Anne Douglas、1700年2月23日没、初代クイーンズベリー公爵ウィリアム・ダグラスの娘）の次男として、1699年に生まれた。1720年3月15日に父が死去すると、ウィームズ伯爵の爵位を継承した。
1720年10月4日、裕福な相続人ジャネット・チャータリス（Janet Charteris、フランシス・チャータリスの娘）と結婚、3男4女をもうけた。
- デイヴィッド（英語版）（1721年 – 1787年） - 1745年ジャコバイト蜂起に参加した廉で私権剥奪され、爵位を継承できなかったが、ウィームズ伯爵を自称。
- フランシス（Frances、1722年11月17日 – 1789年6月29日） - 1743年10月14日、第7代準男爵サー・ジェームズ・ステュアートと結婚、子供あり
- フランシス（Francis、1723年 – 1808年） - 第7代ウィームズ伯爵を自称。第6代ウィームズ伯爵フランシス・チャータリス＝ウィームズ＝ダグラスの祖父
- ウォルポール（Walpole、1724年12月1日 – 1755年） - 1754年1月17日、ルイ・ド・シャステル（Louis de Chastel）と結婚
- ジェームズ（英語版）（1726年 – 1786年） - 庶民院議員、子供あり
- アン（1727年10月30日 – 1760年頃） - 1746年4月25日、ジョン・ダルリンプル（英語版）（後に姓をハミルトンに改める）と結婚、子供なし[3]
- ヘレン（1729年4月11日 – 1812年10月1日） - 1754年5月2日、ヒュー・ダルリンプル（Hugh Dalrymple、1784年12月11日没）と結婚

1743年から1744年までスコットランド・グランドロッジのグランドマスターを務めた。
1756年3月21日にノートンで死去、4月8日にウィームズで埋葬された。爵位は相続人である長男デイヴィッドが私権剥奪されていたため、爵位は剥奪された扱いとなったが、デイヴィッドは引き続きウィームズ伯爵の称号を使用した。財産についてはデイヴィッドが私権剥奪された後の1750年7月31日、三男ジェームズへの限嗣相続を定めることで解決した。